# Antonio Valeriano (il Giovane)
Antonio Valeriano detto il Giovane (fl. XVII secolo) è stato un politico Nahua del Messico coloniale.

## Gioventu'
Antonio Valeriano nacque dal matrimonio tra Diego Valeriano e María. Il nonno paterno, l'omonimo Antonio Valeriano, fu un rispettato membro della società di Tenochtitlan ed Azcapotzalco, e fu governatore di entrambe le città, proprio come fece in seguito Antonio Valeriano il Giovane. La nonna paterna era doña Isabel, figlia di Diego de Alvarado Huanitzin, regnante di Tenochtitlán. Il nonno materno era Alonso Tezozomoctzin, capo di Azcapotzalco Mexicapan.
Il 10 ottobre 1610 sposo' doña Bárbara, sua nipote, da cui ebbe un figlio di nome Nicolás.

## Carriera
Fu alcalde di San Juan Moyotlan nel cabildo di San Juan Tenochtitlan tra il 1608 ed il 1610. Fu esattore nel 1611 prima di divenire governatore di Azcapotzalco il 17 novembre dello stesso anno. In seguito, attorno al 1620, divenne governatore di Tenochtitlán.